# Microscope à statif inversé

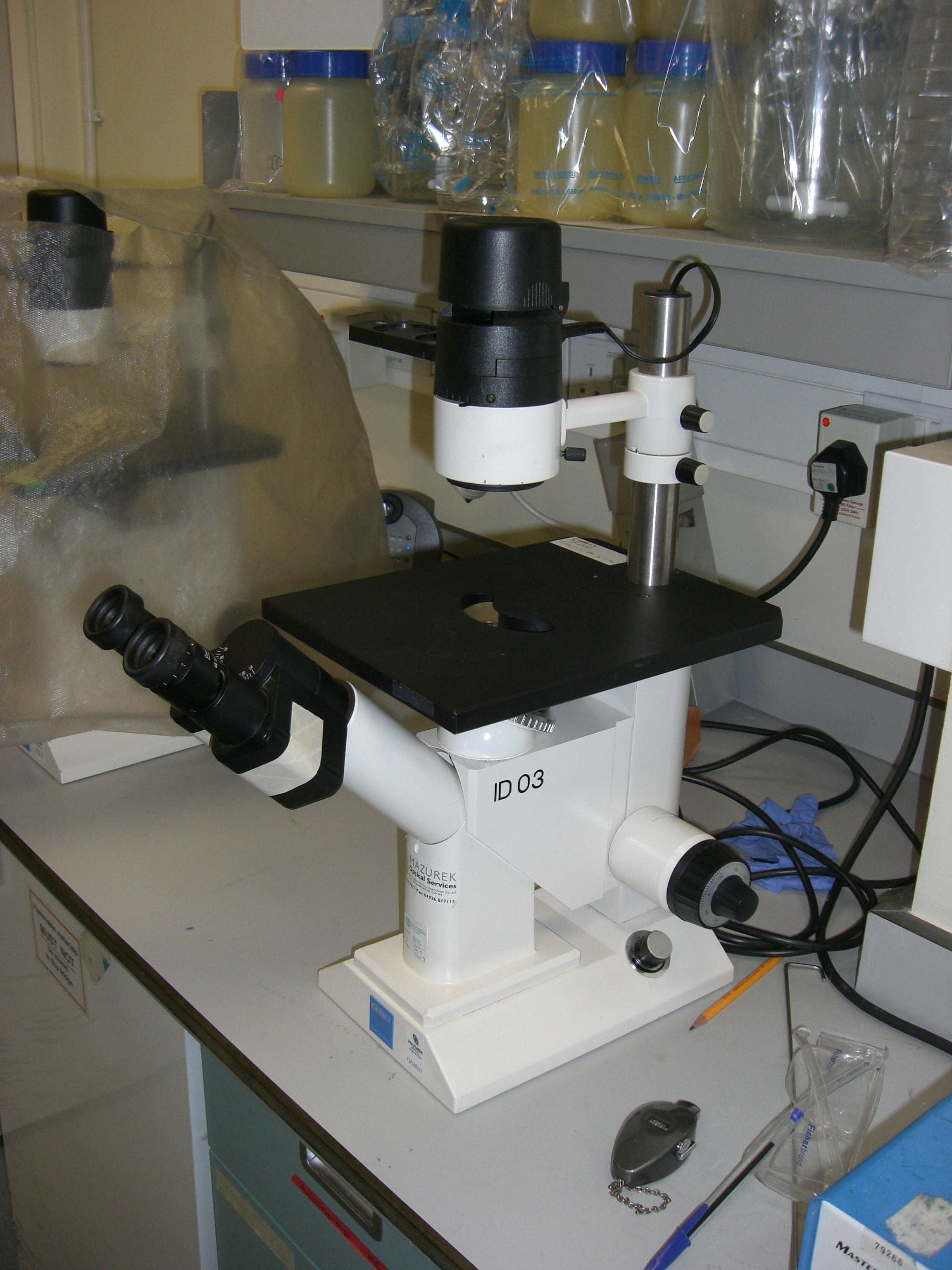
Microscope à statif inversé

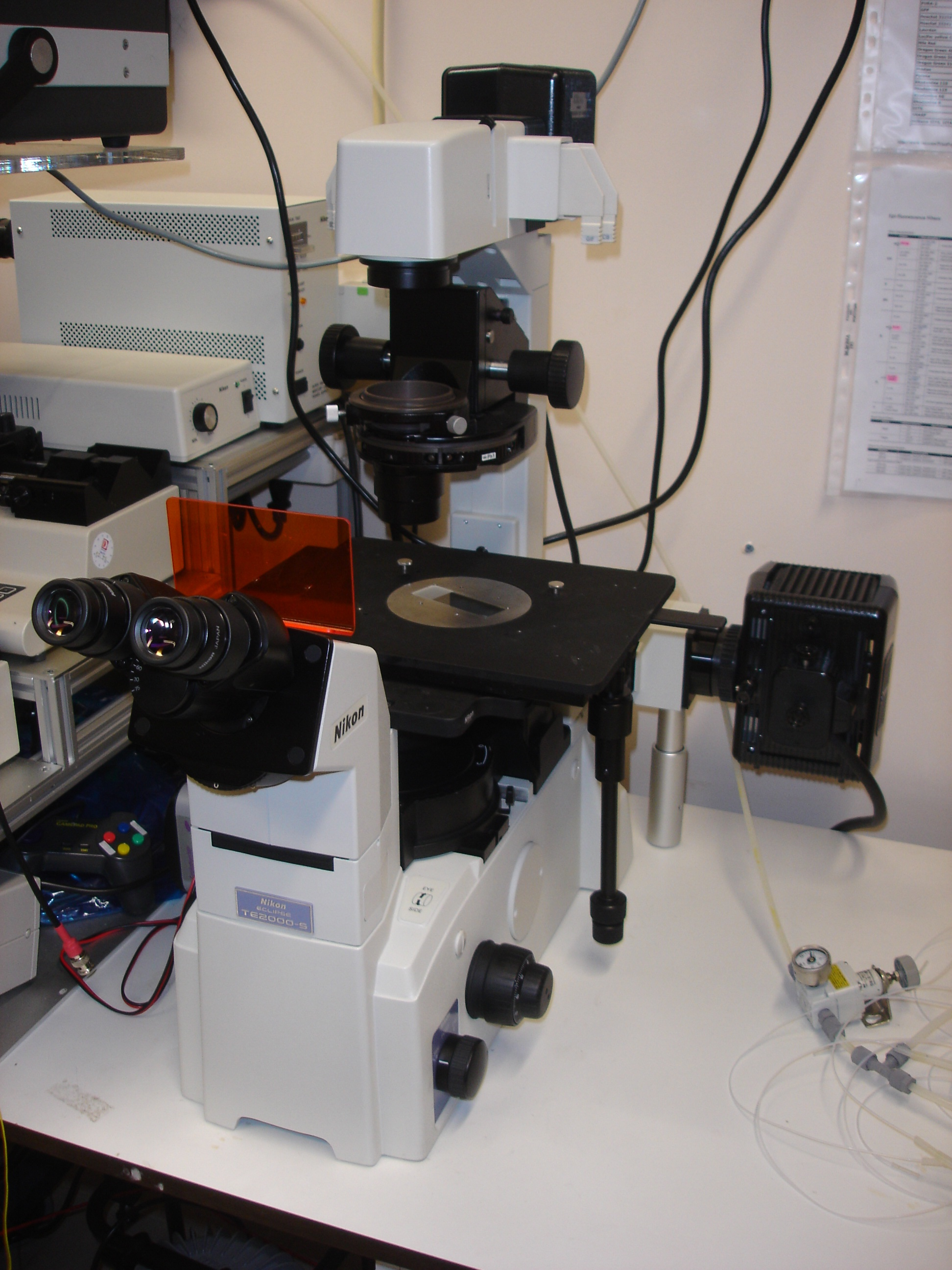
Microscope à statif inversé en fluorescence

Le microscope 2D à statif inversé permet une observation sur un plan focal.

## Métallographie
Indispensable dans cette discipline car les échantillons sont opaques, lourds et certaines fois indéplaçables. Leur surface est attaquée par un procédé chimique et polie pour être observée en réflexion.
- Reichert (Vienne)  type MEF2 utilisé dans les années 1970-1980.

## En biologie
Il permet en microbiologie d'observer des cellules vivantes en lumière transmise et/ou fluorescence. 
Il peut être muni d'une platine motorisée permettant le repérage de plusieurs positions d'observations qui seront revisitées à intervalles de temps réguliers au cours de l'expérience. 
Il peut comporter une enceinte thermostatée avec régulation du CO2, assurant la préservation des échantillons vivants pour l'observation à moyen et long termes. 